# Querrieu
Querrieu é uma comuna francesa na região administrativa de Altos da França, no departamento de Somme. Estende-se por uma área de 10,03 km². Em 2010 a comuna tinha 660 habitantes (densidade: 65,8 hab./km²).